# Євхаристія

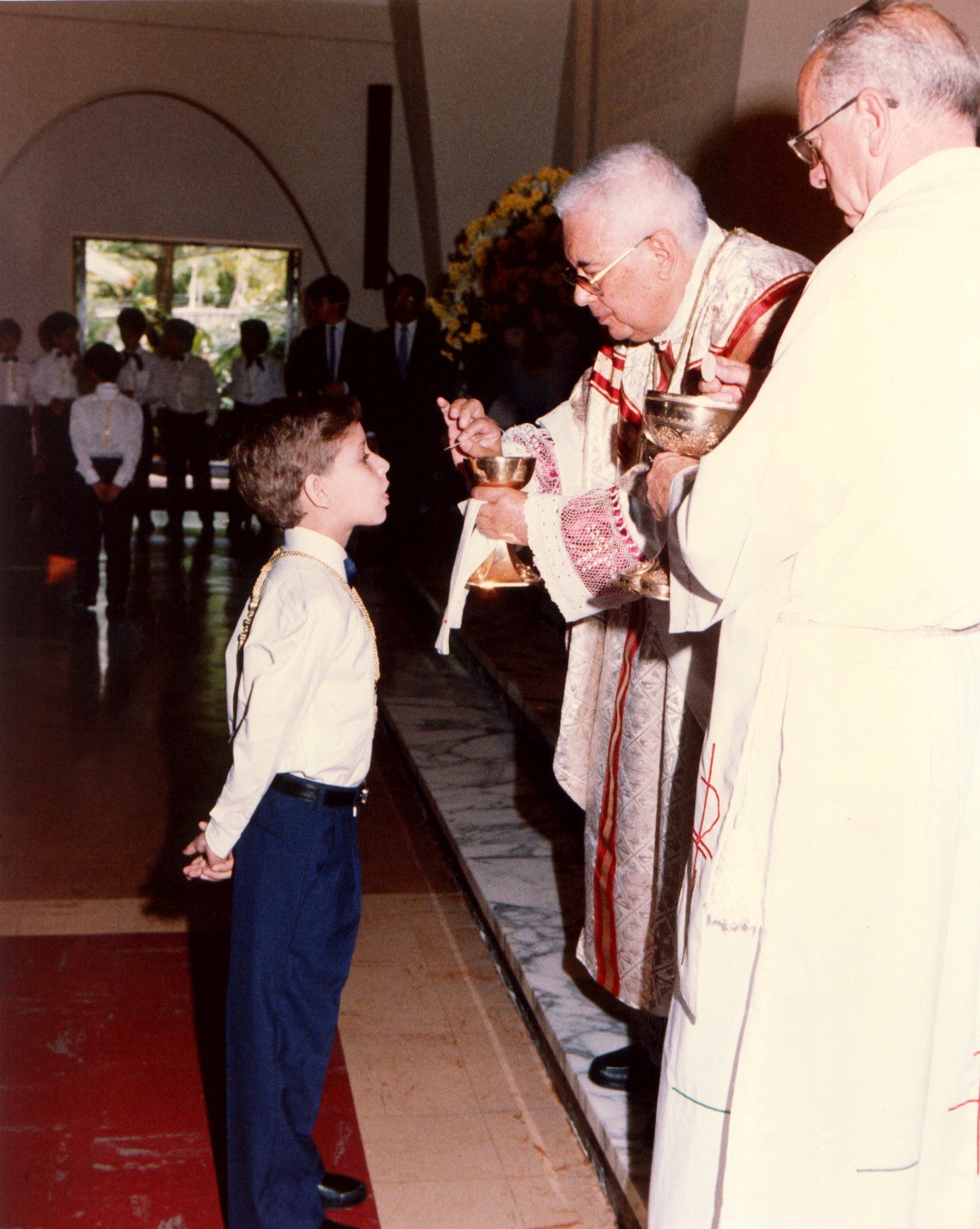
Євхаристія

Євхари́стія (грец. ευχαριστία, «подяка»; лат. eucharistia), або Святе́ Прича́стя — у християнстві Тіло і Кров Ісуса Христа під видами дарів хліба і вина; також — прийняття (причащання) цих дарів. Визнається католицькою, православною та  протестантськими церквами як одне з головних таїнств, основа літургії. Згідно з Новим Заповітом Ісус започаткував це таїнство на Тайній Вечері, подавши апостолам хліб і вино на зміцнення душі і тіла зі словами: «Я — хліб живий, що з неба зійшов. Коли хто їсть цей хліб, житиме повік, а хліб, що я дам, це — тіло моє, що я дам за життя світу», «хто їсть тіло моє і п'є кров мою, в мені перебуває, і я в ньому» (Ів. 6:51-56). В певних християнських конфесіях навчають, що під час літургії хліб і вино перетворюються на тіло і кров Христа. Прийняття євхаристії означає перебування із Богом. У ряді протестантських церков — євхаристія сприймається як символічний обряд на згадку про Тайну Вечерю; перетворення хліба й вина на тіло й кров Христа заперечується, хоча визнається благодатна сила причастя. Також — Пресвяті́ Дари́.

## Думки святих отців Церкви
|                         | Як зотліле зерно яке впало в землю приносить хлібний плід і стає Євхаристією, тобто нетлінною матерією, так і наші тіла, насичені нетлінними Тілом і Кров'ю Господа, хоча і поховані в землю, будуть виведені з неї Духом Божим у вічне життя |
| — св. Іриней Ліонський, | |

## Вчення Святого Письма про Таїнство Євхаристії
Уже в початковій Церкві основними аспектами вчення про Євхаристію були:
- віра в тотожність Святих Дарів, над якими прочитана євхаристична молитва, справжнім Тілу і Крові Христових (див.: Ів. 6:51-56, Мт. 26. 17- 30; Мк. 14. 12-26; Лк. 22. 7-39; 1 Кор. 10. 16; 11. 23-25;)
- сповідування Євхаристії як співстраждання Христу і прилучення хресній Жертві Спасителя (див.: Лк. 22. 19; 1 Кор. 11. 26) і тому є єдиною і повної заміною всіх старозавітних жертв.
- розуміння Євхаристії як «спомин», або актуалізації, здійсненого Христом домобудівництва спасіння і подяку за пізнання цієї таємниці (див.: Лк. 22. 19; 1 Кор. 11. 24-25;)
- осмислення Євхаристії як запоруки єдності Церкви в Тілі Христовому (див.: 1 Кор 10. 17, 12. 12-31;)

- Перше причастя було на останню Пасху, яку відсвяткував Господь з Своїми учнями. Мф. 26, 19-29. Марк. 14, 16-24. Лк. 22, 13-20. Іоан. 13: 1, 23; 1 Кор. 11, 23-26.
- Ісус узяв хліб, і поблагословив, розламав, і дав його. Мф. 26, 26. Марк. 14, 22. Лк. 22, 19; 1Кор. 11, 24.
- Ісус узяв чашу, дякував і подав їм. Мф. 26, 26. Марк. 14, 23. Лк. 22:17 20; 1 Кор. 11, 25.
- … це тіло Моє … Це кров Моя Нового Заповіту. Мф. 26:26, 28. Марк. 14:22, 24. Лк.22: 19, 20; 1 Кор. 11:24, 25.
- Ця чаша Новий Заповіт у Моїй крові, що за вас проливається. Мф. 26, 28. Марк. 14, 24. Лк. 22, 20; 1 Кор. 11, 25.
- Причастя має бути здійснене на спогад Його спокутної смерті. Чиніть це на Мій спомин. Лк. 22:19, 1 Кор. 11:24-25.
- Суворе випробування і дослідження самого себе пропонується перед причастям. 1 Кор. 11:28, 2 Кор. 13:5.
- Причастя має бути прийняте з рішучістю вести нове життя. 1 Кор. 5: 7, 9, 10:21.
- Благословення і вічне життя для тих хто причащається. Ів. 6:53-58, 1 Кор. 10:16-17.
- Первісна церква здійснювала причащання. Дії. 2:42, 20: 7.
- Настанови для здійснення причастя. 1 Кор. 11:33-34.
- Той, хто негідно бере участь в причасті: Винен проти Тіла і Крові Христових. 1 Кор. 11:27. Накликає на себе суд Божий. 1 Кор. 11, 30-32. Споживає і п'є в осуд собі. 1 Кор. 11, 29.
- Пасхальна жертва Юдейська прообразувала Христа. Вих. 12: 3-11, 12: 21-28. Іоан. 1:29, 36; 1 Кор. 5: 7, 8; 1 Петр. 1, 19; Об. 5, 6[2].

«Щоб усі були єдине: як Ти, Отче, в Мені, і Я в Тобі, так і вони нехай будуть в Нас єдине» (Ів. 17:21), — молився Христос Своєму Отцю в первосвященичій молитві. Ця молитва та передуюча їй прощальна бесіда Христа із апостолами в Сіонській Горниці, цей гімн торжественної любові, богослів'я Євхаристії, в Євангелії Іона Богослова займає місце, яке відповідає опису Тайної Вечері в синоптичних Євангеліях. На ній була звершена перша Євхаристія, яка встановила Новий Завіт. «Це чиніть на спомин про Мене» (Лк. 22: 19). Виконуючи цю заповідь Христа в повному усвідомленні великого значення Євхаристії, апостоли звершують це таїнство. Але зараз реконструкція первинної форми Євхаристії являє собою складну проблему.
Євхаристія ж є суттю життя Церкви, її серцевиною, центральним Таїнством. Старозавітня манна небесна прообразувала євхаристійний хліб. Вона нагодувала і втішила євреїв, і вони зберігали її як свідчення чуда у Святому святих.
Господь в пустелі нагодував п'ять тисяч чоловік, не рахуючи жінок та дітей, п'ятьма хлібами. Це також прообразувало собою Євхаристію (Ів. 6:1-15). Христос сказав в проповіді, яку він виголосив в синагозі міста Капернаум: «Я є хліб життя…» (Ів. 6:35). Після цього багато пішли від Нього, бо вважали ці слова словами безумця. Христос наполягав саме на цьому.
За вчення ап. Павла, Церква — це таємничий містичний організм, який є Тілом Христовим. Для того Господь і встановив Таїнство Євхаристії. Щоб кожний християнин міг вкусити частину Тіла та частину Крові Христа. Це Таїнство з'єднує небесне із земним, втілює Сина Божого на Землі, і Він приходить до нас знову і знову, а точніше, залишається з нами, являючись нам у плоті. Не в тій, яку мав 2000 років тому, народившись від Діви Марії. Тепер Господь вибирає іншу плоть — істинні їжу та пиття. Ми не змогли би інакше причаститися Святих Тайн, якби Тіло та Кров Його були справжніми людськими тілом та кров'ю. Хліб та вино — найпростіші, благородні, високі та чисті види їжі.
В перші християнські часи язичники, не розуміючи суті таїнства Євхаристії, а тільки знаючи про нього з чуток, звинувачували християн в тому, що вони їдять людське тіло та п'ють людську кров. Хліб та вино зберігають свій вигляд, але перетворюються в Тіло та Кров Христа в таїнстві Євхаристії. Вчення про Євхаристію, про Літургію таємниче з'єднує в собі всі головні моменти християнського життя. В якомусь змісті християнство — це і є Євхаристія.
До основних місць Євангелія від Іоана, які розуміються християнськими екзегетами як згадка про Євхаристію, відносяться: розповідь про чудо перетворення води у вино на весіллі в Кані Галилейській (Ів. 2:1-12); витікання крові та води із ребра розп'ятого Спасителя (Ів. 19:34), яке свідчить про зв'язок між Церквою і Таїнством Євхаристії; розповідь про явлення Христа учням в 21-ому розділі Євангелія.
Хоча розповідь про Тайну вечерю міститься у всіх чотирьох канонічних Євангеліях, про встановлення Євхаристії у зв'язку із нею сповіщається тільки в Євангеліях від Матфея, Марка та Луки (древній текст передання про встановлення Євхаристії за Тайною вечерею зберігся в 1-ому Посланні до Коринф'ян).
Для розуміння змісту Тайної вечері велике значення має питання про її відношення до пасхальної трапези, вирішення якого в свою чергу безпосередньо залежить від проблеми хронології останніх днів земного життя Господа Ісуса Христа. Всі чотири євангелисти єдинодушно свідчать, що Спаситель постраждав у п'ятницю, напередодні суботи, тобто Його остання трапеза з учнями відбулася в четвер ввечері (коли по єврейському рахунку починався вже наступний день).
Господь попередньо приготував створення Євхаристії на Тайній вечері. А апостоли відразу ж після зішестя на них Святого Духа стали звершувати Євхаристію. Без неї немає Церкви, яка євхаристійна за своєю природою. Євхаристія є тим таїнством, яке постійно підтримує Церкву. Неможливо бути членом Церкви, не причащаючись Тіла та Крові Христових. Згідно древнього передання, той, хто не причащався більше трьох тижнів без особливої причини, сам себе відлучав від Церкви. Пізніше було і так: хто не причастився, побувавши в Церкві, відлучався від неї, бо це вважалося образою Господа.
Сьогодні, звичайно, все інакше. В кожному конкретному випадку все вирішується по-своєму, але загальне, визначаюче відношення християн до Євхаристії залишається попереднім.
Учні ж Христові, збираючись разом, звершували Євхаристію в день Господній, тобто в неділю. У них було правило: всі, які зібралися, повинні були причаститися Тілу та Крові Христовим, а ті, які не робили цього, відлучалися від Церкви за образу, нанесену Господу, бо нічим, крім невірства та нелюбові до Бога, це пояснити не можна. Таким чином, Євхаристія звершувалася усіма для всіх у зібранні в ім'я єднання християн.
Євангеліст Іван підтверджує: 
| „Сказав же їм Ісус: «Я — хліб живий, що з неба зійшов. Коли хто їсть цей хліб, житиме повік, а хліб, що я дам, це — тіло моє, що я дам за життя світу». Змагалися тоді учні між собою, говорячи: Як може він дати нам тіло їсти? Сказав же їм Ісус: «Істино, істино кажу вам: Як не їсте тіла Сина чоловічого і не п'єте Його крові, не маєте життя в собі… Тіло моє — справді їжа, а кров моя справді напиток. Хто їсть тіло моє і п'є кров мою, в мені пробуває, і я в ньому…»“ (Ів. 6:51-56) |
У Православній Церкві Євхаристія чиниться на червоному вині, у Католицькій — червоне та допускається у використання біле вино.
Микола Кавасила: «зміст святого здійснення священних Таїн складається в перетворені дарів в Божественні Тіло та Кров, а мета — освячення вірних, які отримують через них [Дарів] прийняття відпущення гріхів, спадщину Небесного Царства і все, що [потрібно] для цього».

## Історія Євхаристії

### Євхаристія в ранній Церкві
З самого початку історії Церкви Євхаристія була її центральним богослужінням, будучи одночасно і загальною трапезою, яку здійснює предстоятель (апостол, єпископ або за розпорядженням єпископа пресвітер), і спогадом смерті і воскресіння Господа, причому спогадом не в сенсі простого нагадування про минулі події, а в сенсі справжнього і дієвого залучення до нього. Початком для християнського богослужіння стало встановлення Ісусом Христом Таїнства Євхаристії на Тайній Вечері, про що описують перші три євангелисти (Мф. 26, 17-21; 23, 26-28 ; Мк, 14, 12-18; 22-24; Лк, 22, 7-20). Після звершення першого богослужіння Спаситель з апостолами, за свідченням св. Єв. Матфея, «проспівавши, пішли на гору Єлеонську» (Мф. 26,30).
Свідоцтва про Євхаристію широко поширені в християнській літературі та присутні вже в її найдавніших пам'ятках. Проте обмеженість загального числа ранньохристиянських джерел змушує розглядати дані, які в них є про Євхаристію особливо ретельно.
Автор Діянь, описуючи життя перших християн, говорить, що вони «… щодня однодушно перебували у храмі і, переломлюючи по домам хліб, приймали їжу в радості та простоті серця, хвалячи Бога...» (Діян.2, 46-47). Тут богослужіння перших віруючих показано у двох видах: вони брали участь у єврейському старозавітному богослужінні храму або синагоги, що знаходилась при ньому, а саме «однодушно перебували в притворі Соломона» (Діянь.5, 12-13); з іншого боку мали й своє домашнє богослужіння. У першому випадку християни діяли за прикладом Ісуса, Який не тільки молився у храмі, а й учив народ. Апостоли після Вознесіння Христового і до П'ятидесятниці щодня ходили в храм (Лк. 24,53), а після цього також часто навіщали його. Але після Воскресіння Христового, коли апостоли та їх учні уже знали смисл старозавітних жертв та богослужінь, храмове богослужіння уже не могло задовольнити їхні духовні потреби. Вони стали збиратись в тому чи іншому християнському домі (Діян. 12,12). Тільки тут християни могли звершувати «переломлення хліба», про що неодноразово згадує книга Діянь.
За прикладом Спасителя це були вечірні трапези, на яких її учасники, багаті й бідні, «приймали їжу в радості та простоті серця, прославляючи Бога». Слово «прославляючи», на думку проф. М. Скабалановича, вказує на виконання священних пісень та гімнів. Ці вечері любові (агапи) закінчувались Євхаристією, згідно з настановою Спасителя: «Це творіть на Мій спомин» (Лк. 22, 19). Коли Євхаристія відокремилась від агап і була перенесена на ранок, на основі вечірніх трапез, як вважає проф. М. Скабаланович, виникла сучасна вечірня з її благословенням хлібів.

#### В епоху мужів апостольських
Крім новозавітних книг найраніші свідоцтва про Євхаристію містяться в «Дідахе» і в творах свщмч. Ігнатія Богоносця; згадку про неї можна також знайти у свщмч. Климента Римського і в Посланні Варнави. Також про Євхаристію йдеться в Апостольських правилах.
Практика та богослів'я Євхаристії засвідчені в Новому Завіті в розповідях про встановлення Таїнства Господом Ісусом Христом, у настановах Спасителя учням, у згадках про звершення Євхаристії в апостольські часи. Найбільш важливі аспекти ранньохристиянського богослів'я Євхаристії, що мають за основу слова Самого Спасителя, відображені в Євангелії від Іоана.
Хоча в цьому Євангелії не говориться про час встановлення Євхаристії, в цілому ряді місць воно містить алюзії або прямі слова Христа про це Таїнство. Найбільш важливим серед них є 6 розділ: в ньому розповідається про чудо примноження хлібів (яке саме по собі тісно пов'язане з Євхаристією — наприклад, слова: «взявши хліби і воздавши хвалу (ευχαριστήσας), роздав учням» (Ів. 6:11) схожі на синоптичні розповіді про встановлення цього Таїнства під час Тайної вечері), про нічну молитву Спасителя, про ходіння по морю, а також викладається проповідь, виголошена Ним в синагозі міста Капернаум. У проповіді Христос говорить про Хліб життя, і ці слова Господа є основою християнського богослів'я Євхаристії.
На думку деяких сучасних дослідників, розповідь, яка міститься в 6 розділі Євангелія від Іоана, слугує фоном для викладу тлумачень окремих місць із Старого Завіту (Вих. 16: 4; Іс. 54: 9 — 55; також Пс. 77: 24).
Контекст розповіді про встановлення Євхаристії в 1-ому Посланні до Коринф'ян говорить про те, що в коринфській общині євхаристійні зібрання звершувались у домах, причому кожний вірний приносив їжу із собою (1 Кор. 11: 21), напевно, у відповідності з греко-римськими традиціями спільних трапез. Однак заможні члени общини нерідко приступали до трапези, не дочекавшись бідних одновірців, або їли, не розділяючи з ними своєї їжі. Для вирішення конфліктної ситуації апостол Павло в якості зразка навів передання про Тайну вечерю. Називаючи ж вечерю общини «Господньою», він вказав на те, що дари, принесені багатими, в дійсності належать Богу і повинні роздаватися всім християнам у рівній мірі. Сам Бог виступає на цій трапезі в ролі господаря; тому ті, які надають Церкві місце для зібрань, не мають права розпоряджатися звершенням Євхаристії. На думку апостола, трапеза носить виключно общинний (церковний), а не приватний характер, оскільки в ній таємничим чином бере участь Сам Христос.
Тим самим із 1-го Послання до Коринф'ян видно, що спочатку Євхаристія з'єднувалася зі звичайною трапезою (з часом через зловживання Євхаристію стали звершувати окремо, і вже до ІІІ століття звичайною практикою стало вкушання євхаристійних Дарів тільки натще). Із цього однак не випливає, що в ранній Церкві Святі Дари не відрізнялись від звичайної їжі, — апостол застерігає від зневажливого відношення до євхаристійних Дарів: «Хто їстиме хліб цей або питиме чашу Господню недостойно, винний буде супроти Тіла і Крові Господньої» (1 Кор. 11: 27) і вимагає «випробовувати себе» перед причастям (1 Кор. 11: 28), бо недостойне причастя служить осудженням причаснику і навіть може стати причиною хвороби і смерті (1 Кор. 11: 29 — 30).
Зібрання Церкви, по апостолу Павлу, повинне обов'язково включати звершення Євхаристії (1 Кор. 11: 20). Правом участі в Євхаристії володіли лише хрещені християни, а на неєвхаристійні зібрання, де читалося Писання і проголошувалися пророцтва, нехрещені допускалися (1 Кор. 14: 24). Той, хто порушував моральні заповіді, не повинен був приступати до Таїнства (1 Кор. 5: 11).

#### Час звершення Євхаристії
Як і у юдаїзмі, вечір у християн вважався самою святою і молитовною частиною дня, для якої призначалась і найбільш урочиста служба. Так ще в апостольські часи і в живому зв'язку з старозавітним культом був покладений початок одній з сучасних добових служб з усім її характерним устроєм. Євхаристія агапою були кульмінаційним завершенням апостольського добового богослужіння, яке розділялось на декілька служб, що мали свою назву і визначений час звершення. Подібно до єврейського воно, очевидно, складалось з трьох щоденних служб: крім вечірньої, головної, — ще ранньої і денної.
Так, в П'ятидесятницю апостоли з віруючими збиралися на молитву ранком близько 3-ї години (за нашим часом 9-ї) (Діян. 2,1,15); ап. Петро звершував молитву у себе вдома близько 6-ї (12-ї дня) (Діян. 10, 9); апостоли Петро та Іоан йшли у храм «у час молитви 9-ї» (Діян. 3,1).

## Богослужбове наповнення Євхаристії
Стосовно складу християнського богослужіння книга Діянь не дає необхідних відомостей. Можна тільки здогадуватись, що воно складалось з таких елементів: молитов, співу, читання Св. Писання та повчання.

### Короткі відомості про складові богослужіння, зокрема ті, що складають «Літургію оголошених»

#### Молитва
Деякі зразки молитов, що зустрічаються в книзі Діянь, мають відношення до окремих конкретних випадків. Можна припустити, що за богослужінням того часу стала уже вживатись, згідно з заповіддю Спасителя, молитва Господня «Отче наш»: пам'ятка початку другого століття — «Вчення 12-ти апостолів» приписує промовляти її тричі протягом дня, тобто відповідно до вищевказаних молитовних зібрань. Ап. Павло свідчить, очевидно, про чотири види молитви:
1. молитва (як загальне поняття);
2. моління (як особливе звернення до Бога);
3. прохання (благальна за інших) та
4. подячна.

Проф. Скабаланович роз'яснює їх суть згідно з грецькою термінологією.

#### Спів
Відносно співу за богослужінням більш виразно, ніж у книзі Діянь вказується у посланні св. ап. Павла. Він розрізняє три види вживаних тоді пісень. Це:
1. псалми,
2. гімни та
3. пісні духовні (Єф. 5, 19 ; Кол. З, 16).

Проф. А.Голубцов, як і деякі інші літургісти, вважає, що перший вид — це псалми новозавітні; гімн — всі інші пісні і славослів'я, що взяті з біблійних книг; пісні духовні — це витвори церковної лірики, складені самими християнами. До останнього роду піснеспівів відносився, очевидно, і той гімн, який християни, за донесенням Плінія імператору Траяну, співали під час своїх нічних зібрань, прославляючи в ньому Христа як Бога.

#### Священне Писання
- Наостанок, для вивчення найдревніших зразків церковної лірики важливим джерелом є Апокаліпсис. У гімнографічному відношенні ця пам'ятка є показником багатства форм лірики І століття. Тут знаходимо урочисті вигуки і славослів'я, наприклад; «Свят, свят, свят Господь Вседержитель, Котрий був, є і прийде», «Тому, Хто сидить на престолі, і Агнцеві благословення, і честь, і слава, і держава на віки віків»; зібрані навколо престолу Агнця «викликували гучним голосом, кажучи: спасіння Богові нашому, Який сидить на престолі, і Агнцеві»[5]. Крім цих коротких славословлень тут є і зразки цілих урочистих піснеспівів. Це, наприклад, нова пісня, яку заспівали перед Агнцем двадцять чотири старці. Ті, що перемогли апокаліптичного звіра на кришталевому морі, з арфами в руках співають під їх звуки пісню Мойсея, говорячи: «Великі і дивні діла Твої, Господи Боже Вседержителю! Праведні та істинні путі Твої, Царю святих! Хто не побоїться Тебе, Господи, і не прославить імені Твого? Бо Ти Єдиний святий. Усі народи прийдуть і поклоняться перед Тобою, бо відкрилися суди Твої».
- У посланнях апостольських ніде не говориться про читання старозавітних книг за тодішнім богослужінням, але це можна припустити, маючи на увазі, що проповідь апостолів повністю базувалась на законі та пророках і останніх св. ап. Павло називає, разом з апостолами, засновниками Церкви (Єф. 2, 26).
- Про читання новозавітних писань при богослужінні можуть свідчити: вимога ап. Павла в Посланні до Солунян прочитати це послання «всім святим браттям» (1Сол. 5,27), що зручніш за все можна було зробити на богослужбовому зібранні; вимога до колосян обмінятись посланням з лаодикійською церквою (Кол. 3,16).

#### Проповідь
Що стосується проповіді, то в апостольському богослужінні, відповідно до вимог того часу і через слабкий розвиток інших елементів богослужіння, вона займала особливе місце. За свідченням книги Діянь вчення поставлене на першому місці; св. ап. Якову доводилось уже боротись з багатослівними проповідниками (Як. З); св. ап. Павло учительство вважає найважливішим обов'язком єпископа та пресвітера (Євр.13,7; 17,1).

### Відомості про богослужіння апостолів
Ще менше можна сказати на основі новозавітних писань про чин апостольського богослужіння. Очевидно, спочатку воно було подібне до синагогального. Апостол Яків не тільки називає місце християнського богослужіння «синагогою», але й вказує на деякі порядки в ньому, що притаманні виключно останній (Як. 2, 2-5). Місця для тих, хто молиться, розподіляються згідно з правовим станом у суспільстві. Апостол Павло молитву називає синагогальним терміном «благословення.» Але якщо на перших порах життя церкви, і особливо в юдео-християнській єрусалимській громаді, богослужіння взагалі могло нагадувати собою храмове чи синагогальне, то згодом, внаслідок гонінь на церкву зі сторони юдеїв і розсіяння апостолів з Єрусалиму, ця подібність не могла не зменшуватись. Характерно, що св. ап. Павло богослужбові зібрання називає уже не синагогою, а церквою. Таким чином, деякі новозавітні Писання, і особливо послання ап. Павла вказують на те, що апостольське богослужіння після зазначених подій увійшло в другу стадію свого розвитку, вищу порівняно з тією, як її змальовують Діяння і частково послання св. ап. Якова.

## Богословське осмислення Таїнства Євхаристії

### Перетворення хліба і вина у Таїнстві Євхаристії
Проф. М. Успенський говорить, що в святоотецьких творах немає відповіді на те, як євхаристійні хліб і вино стають Тілом і Кров'ю Господа. Навпаки, у деяких отців Церкви помітне бажання уникати цього питання. Зокрема, св. Єфрем Сирін пише: «Я, браття мої, оскільки не можу зрозуміти Господніх Таїн, не насмілююсь йти далі і торкатись цих страшних і невимовних Таїн. А коли б я й захотів проявити зухвальство і став розмірковувати про них, то не в змозі буду осягнути Божих Таїн, а з'ясується, що я зухвалий і нерозумний і змагаюсь тільки з повітрям,.. тому що вони (Тайни) перевищують мою природу».
У святоотцівських творах, — продовжує проф. Успенський, — не зустрічається випадку, де б говорилось про зміну природи євхаристійних хліба і вина після того, як «хліб стає Тілом Христовим, а вино і вода — Кров'ю Христовими». Очевидно, це питання не піднімалось через те, що отці Церкви вважали його «вищим слова і знання». Тільки Іриней Ліонський, Іоан Золотоустий та Іоан Дамаскін торкались згаданого питання. Причому висловлювання Іринея Ліонського та Іоана Золотоустого не пов'язані безпосередньо з Євхаристією (там же).
Міркування Іринея Ліонського направлені проти єретиків, які говорили, що хліб та вино в їх Євхаристії є Тілом і Кров'ю Господа Ісуса Христа і в той же час стверджували, що Христос — не Син Божий і відкидали «спілкування та єдність тіла і духу». Це були гностичні помилки й Іриней, викриваючи їх, приводить у якості аргумента свою, тобто християнську Євхаристію, де «хліб від землі, після призивання над ним Бога, не є вже звичайний хліб, а Євхаристія, що є двоскладовою, — земною і небесною…, і тіла наші, приймаючи Євхаристію, уже не є тлінними, маючи надію на воскресіння».
Святий Іоан Золотоустий торкається питання про євхаристійний хліб у листі до монаха Кесарія. На запитання, яким чином два єства — Боже і людське — могли скласти одну Іпостась Ісуса Христа, св. Іоан Золотоустий відповідає Кесарію прикладом євхаристійного хліба: «Як хліб, раніше ніж освятиться, називається хлібом; коли ж Божа благодать освятить його через участь священика, то він уже не називається хлібом, а достойно називається Тілом Господнім, хоч єство хліба у ньому залишається, і не двома тілами, а одним Тілом Сина ми називаємо його».
Процитовані висловлювання дуже важливі. Ми не можемо припуститись думки, — говорить проф. Успенський, — щоб двоє великих отців Церкви дозволили собі використати у якості аргументації на захист віровчення Церкви те, що не поділялось загальноцерковною свідомістю або протирічило їй. У житті ж Золотоустого це було б важливою причиною для звинувачення його якщо не в єресі, то, в усякому випадку, в помилковій думці або протиріччі самому собі, оскільки він став використовувати в анафорі не існуючі там раніше слова: «Перетворивши (слов. — „преложив“) Духом Твоїм Святим» (там же). Необхідно відмітити, що й після Золотоустого, в епоху христологічних суперечок, загальноцерковна свідомість сприймала Євхаристійні хліб і вино як істинне Тіло і Кров Христові, не виключаючи їх звичайної природи.
Думка про те, що хліб і вино після зшестя на них Святого Духа уже не є хлібом і вином (за своєю природою) була вперше висловлена західним богословом Родбертом Пасхазієм (785—860). У своєму трактаті він пише: «Нехай ніхто не спокушається відносно цього таїнства Тіла і Крові Христових, що тут подаються істинні Тіло і Кров, бо так захотів Той, Хто створив усе. Тут не інше, а дійсно те ж саме Тіло, що народилось від Діви Марії, постраждало на хресті і воскресло із гробу. Саме це Тіло Христове до цього часу приноситься у жертву за життя світу … і відновлює нас для життя вічного».
Деякі святі отці уподібнювали перетворення Святих Дарів зішестю Святого Духа на Пресвяту Діву Марію. Це питання досліджує проф. М. Успенський у своїй праці «Анафора» [c. 126]. Римо-католицька церква особливого значення надає словам установлення, — «Прийміть, споживайте…, Пийте з неї всі…», тобто вважає, що через промовляння цих слів відбувається перетворення хліба і вина у таїнстві Євхаристії. Але якщо Амвросій Медіоланський вважав, що творча сила у таїнстві Євхаристії міститься в словах Ісуса Христа, які можуть «змінити природу елементів», подібно до того, як Ілля звів вогонь з неба, то ряд східних отців відносили це до зішестя Святого Духа. Так, св. Кирило Єрусалимський, описавши сучасну йому Євхаристію, говорить: «Потім, освятивши себе цими духовними піснями, ми молимо Чоловіколюбця Бога послати Святого Духа на приготовлені дари, щоб створив Він хліб Тілом Христовим, а вино Кров'ю Христовими. Бо, без сумніву, до чого доторкнеться Святий Дух, те освячується і перетворюється».
Св. Василій Великий пише: «Хто зі святих залишив нам записаними слова призивання при освяченні хліба подяки і чаші благословення? Бо ми не задовільняємось тими словами, про які згадували Апостол чи Євангеліє, але й раніше і після них промовляємо інші, як такі, що мають велику силу для звершення Таїнства, прийнявши їх від невикладеного в Писанні вчення» [3, c. 233]. Подібно ж навчає і св. Іоан Золотоустий: «Священик не вогонь зводить, а Святого Духа, промовляє продовжене моління не про те, щоб вогонь зійшов з неба і спалив приготовлене, але щоб благодать, зійщовши на жертву, запалила через неї душі всіх і зробила їх світлішими від очищеного вогнем срібла».
Зі сказаного можна зробити висновок, що в святоотцівські часи Церква надавала великого значення молитві взагалі, а не окремим її висловам і поняття тайнозвершуючих слів (формул) не існувало. Східна і західна частина єдиної Вселенської Церкви, маючи анафори, що суттєво відрізнялись за формою, зберігали євхаристійне спілкування і не докоряли одна іншій у неправовір'ї. Тільки в XIV столітті під впливом схоластичного вчення про матерію і форму таїнств на Заході піднімається питання про час перетворення дарів і про зв'язок цього Божественного акту з промовлянням визначених слів. У цьому випадку був забутий історичний шлях розвитку анафори і богослів'ю отців Церкви, чітко вираженому у різних висловах, була протипоставлена єдина формула освячення, що виключала інші молитви. Флорентійський собор 1439 року за настановою папи Євгенія IV у декреті про Євхаристію постановив: «Формулу цього Таїнства складають слова Спасителя, якими Він звершив це Таїнство. Через дію самих слів хліб перетворюється у Тіло Христове, а вино — в Кров Христову, але так, що увесь Христос присутній під виглядом хліба, й увесь — під виглядом вина» (там же).
Проф. Успенський пише, що немає ні одного святоотцівського висловлювання у тому смислі, що перетворення хліба й вина у Тіло і Кров Господа відбувається при промовлянні визначених слів анафори. Перетворення євхаристійних Дарів — це надприродне, метафізичне явище, що не може осягнутись розумом, а тільки приймається вірою. Тому отці Церкви й не пов'язували освячення Дарів з якоюсь особливою фразою анафори.
Так розуміє вчення Церкви і проф. архим. Кипріан (Керн): «Уважне вивчення святоотцівських текстів древності і самих літургійних пам'яток переконує історика у тому, що церковній свідомості завжди були чужими пошуки „тайнозвершувальної формули“ і точного моменту перетворення Дарів. Ці пізніші схоластичні мудрування у древності замінялись вірою в освятительну силу усього тексту євхаристійного канону» (анафори).
Такої ж точки зору дотримується і проф. о. Олександр Шмеман. Він пише: «Важливе свідчення ми знаходимо у самому благочесті Церкви, у сприйнятті і досвіді Євхаристії у церковного народу. А згідно з цим свідченням, кожний член Церкви знав, що з самого початку, з виголошення дияконом: „час служити Господеві“ і до завершуючого — „з миром вийдемо“, він бере участь в одній важливій справі, в одній священній реальності, повністю ототожжнюючи себе з тим, що в даний момент розкриває, являє і дарує Церква у своєму піднесенні до небесної трапези Царства.
Таким чином, — продовжує він, — Літургія звершується у новому часі Духом Святим. Вся вона — від початку до кінця — є епіклеза (призивання Святого Духа), яка перетворює все, що звершується в ній, кожну священнодію її в те, що вона являє і розкриває нам».
Подібно до того, як тілесний організм розвивається, а також зазнає виснаження і потребує оновлення, так і єство нашої душі в своїй діяльності виснажується і потребує духовного оновлення. Взаємне відношення між духом і тілом таке, що стан одного з них неодмінно впливає на інше. Така їжа, яка б тільки живила дух, а не мала б поживної сили для тіла, не могла б повністю підтримувати наше духовне життя, тому що тіло, його необхідне знаряддя і орган, залишалося б без їжі і через те без життя: неминуче тілесне руйнування припинило б увесь розвиток духовного життя. І, навпаки, їжа речовинна, поживна тільки для тіла, не маючи сили для духу, давала б людині несправжнє життя, бо тільки вирощувала б і зміцнювала тіло, тоді як дух, серед видимо квітучого життя тіла, невидимо б помирав.
Тому для людського єства тут на землі потрібна їжа духовно-чуттєва, яка, постачаючи для духу споріднене могла б сприйматися людським організмом. Потрібна пожива, яка б в почуттєвому елементі містила б і силу духовну, щоб підтримувати й оновлювати життя духу, і щоб через цю духовну силу вона впливала на саму плоть, відроджуючи її, очищаючи та спрямовуючи на правильні взаємини з духом. Нарешті, потрібна пожива, яка ще дочасне життя душі й тіла готувала б до життя майбутнього. Для тіла, після розлучення його з душею, вона підготовляла не тління та небуття, як груба їжа, якою ми повсякденно харчуємось, а щоб закладала в нашому тілі насіння нетління й майбутнього відновлення. А для душі щоб ця пожива підготовляла, після смерті тіла, не вічну муку в тузі й холоді духовному, в стані відчуженості від Слова Правди й духовного життя Божого, що готують нам звичайні наші суєтні втіхи, наші пристрасті та всі грубі й гріховні спокуси, — але щоб вона закладала в душу насіння життя вічного в чистому світі й блаженстві, початок тих її найдосконаліших насолод життя, для яких не повинно бути кінця.
Саме така пожива приготована для християнина в Таїнстві Євхаристії. Тут під виглядом хліба і вина подається віруючим Тіло й Кров нашого Спасителя, «наше єство від нас взяте і обожнене».
Церква ще з часу апостольського вірила і учила, що в Євхаристії християни причащаються не звичайного хліба і вина, але Тіла і Крові Христа. «Чаша благословення, яку благословляємо, чи не є приєднання Крові Христової? Хліб, який переломлюємо, чи не є приєднання Тіла Христова?» — писав апостол Павло коринфянам (1 Кор. 10: 16). Тому ж Апостол попереджав: «Хто буде їсти хліб цей або пити чашу Господню недостойно, винен буде супроти Тіла і Крові Господньої. Тож нехай випробовує себе людина, і таким чином нехай їсть від хліба цього і п'є з чаші цієї. Бо, хто їсть і п'є недостойно, той їсть і п'є в засудження собі, не роздумуючи про Тіло Господнє. Тому багато хто з вас немічні і хворі, і чимало вмирає» (1 Кор. 11: 27 — 30). Якби Апостол не надавав євхаристичним хлібу і чаші значення Тіла і Крові Христових і розумів саме причащання не більше, як благочестиве наслідування Таємній вечері, то його слова «Тому багато хто з вас немічні і хворі, і чимало вмирає» були б зайвими.
Через всю святоотцівську писемність червоною ниткою проходить думка, що стверджує, що євхаристичні хліб і вино є Плоттю і Кров'ю Ісуса Христа.
Про це неодноразово пише святий Ігнатій Богоносець: «немає для мене солодкості в їжі тлінній, ні в задоволеннях цього життя. Хліба Божого бажаю, хліба небесного, хліба життя, який є Плоть Ісуса Христа, Сина Божого, що народився в останній час від сімені Давида, і пиття бажаю — Крові Його, яка є любов нетлінна» (Рим. 7.), — писав він до римських християн.
У листі до Філадельфійців він говорить: «Прагніть мати одну Євхаристію. Бо одна Плоть Господа нашого Ісуса Христа і одна чаша в єднанні з Кров'ю Його» (Флп. 6).
Св. Іриней Ліонський, пояснюючи слова апостола Павла «Ми члени тіла Його, від плоті Його і від кісток Його» (Еф. 5: 30), говорить: «І ця плоть живиться від чаші Його, яка є Кров'ю Його, і росте від хліба, який є Тілом Його. І як виноградне дерево, посаджене в землю, приносить плід свого часу, або пшеничне зерно, що впало в землю і зотліло, у великому числі повстає силою Духу Божого, що все вміщує, а потім, за премудрістю Божою, йде на користь людині і, приймаючи Слово Боже, стає Євхаристією, яка є Тіло і Кров Христова, так і живлені від неї тіла наші, похоронені в землі і такі, що розклалися в ній, свого часу постануть, оскільки Слово Боже дарує їм воскресіння в славу Бога і Отця, Який це смертне вдягне безсмертям і тлінному даром дає нетління» (Проти єресей, V, 11, 3).
Святитель Іоан Златоуст присвятив церковному розумінню Євхаристії декілька гомілій. У гомілії 82-й на Євангеліє від Матфея він говорить: «Христос не передав нам нічого чуттєвого, але все духовне, тільки в чуттєвих речах. Так і в хрещенні через чуттєву річ — воду звіщається дар, а духовна дія полягає в народженні і відродженні, або оновленні. Якби ти був безтілесний, то Христос повідомив би тобі ці дари безтілесно, поскільки ж душа твоя сполучена з тілом, то духовне повідомляє Він тобі через чуттєвість. Наскільки багато хто нині говорить: бажав би я бачити лице Христа, образ, одяг, взуття! Ось ти бачиш Його, торкаєшся до Нього, споживаєш Його. Ти бажаєш бачити одяг Його, а Він дає тобі не тільки бачити Себе, але і торкатися, і споживати, і приймати всередину. Отже, ніхто не повинен приступати з нехтуванням, ніхто з легкодухістю, але всі з полум'яною любов'ю, всі гарячим усердям і бадьорістю. Бо якщо юдеї їли агнця з готовністю, стоячи і маючи чоботи на ногах і жезли в руках, то набагато більш тобі повинно не спати, тому що вони готувалися йти до Палестини, тому і мали вид мандрівників, а ти готуєшся йти на небо».
У всіх випадках святий Іоан Златоуст не двозначно, але рішуче стверджує, що ті, які причащаються євхаристичних хліба і вина приймають істинні, реальні Тіло і Кров Господа, з'єднуються через це причащання з Самим Ісусом Христом, Який «розчиняє» в них Своє Тіло, робиться їх братом, а вони стають «співкровними» Йому і через це є спадкоємцями життя вічного. Як красномовний, златоустий оратор, Іоан в деяких випадках допускає натуралізм, наприклад, коли говорить, що Христос «надав охочим не тільки бачити Його, але і відчувати, і їсти, і встромлювати зуби в Плоть» або коли причащання від чаші називає дотиком губ до проколотого ребра Спасителя і «питтям» Його Крові від цього ребра. Це тільки прийом ораторського красномовства, і з нього не слід робити висновку ні про натуралістичне розуміння Златоустом таїнства Євхаристії.
Господь міг спожити для встановлення таїнства Євхаристії будь-яку їжу, будь-який продукт харчування, «бо всяке творіння Боже добре і ніщо не погане, коли приймається з подякою, бо освячується словом Божим і молитвою» (1 Тим. 4: 4 — 5). Але Христос вибрав для цього хліб і вино, тому що цим продуктам в єврейській священній символіці надавалося особливе значення. Хліб був символом життя. І Сам Христос користувався цим символом, коли говорив про Себе юдеям: «Не Мойсей дав вам хліб з неба, а Отець Мій дає вам істинний хліб з небес; бо хліб Божий є Той, Який сходить з небес і дає життя світу. Я є хліб життя. Я — хліб живий, що сходить з небес; хто їсть хліб цей житиме повіки» (Ів. 6:32-33, 35, 48, 51).
Виноградна лоза — символ вибраного народу Божого (Іс. 5: 1 — 6). «Виноградник Господа Саваофа є дім Ізраїлів, і мужі Юди — улюблене насадження Його» (Іс. 5: 7). У Новому Завіті Сам Господь — «істинна виноградна Лоза», а Бог-Отець — виноградар, всі ж таки люди, хто перебуває з Христом, — віття цієї Лози (Ів. 15:1-6). Чаша вина — перш за все символ спасіння. «Чашу спасіння прийму і ім'я Господнє призву» (Пс. 115: 4), але разом з тим вона і символ страждань. «Чи можете пити чашу, яку Я питиму?», — сказав Ісус матері синів Зеведєєвих (Мф. 20: 22). Свої власні страждання Він теж назвав чашею: «Отче Мій! якщо можливо, нехай мине Мене чаша ця. Отче Мій! якщо не може чаша ця минути Мене, щоб Мені не пити її, нехай буде воля Твоя» (Мф. 26: 39, 42; Мк. 14: 36; і Лк. 22: 42). Хліб і вино, узятий разом, — що відповідає слов'янському «плоть і кров» і означає психофізичну природу людини, що Священне Писання називає в людині образом і подобою Божою.
Якщо «плоть і кров» відносно людей виражають їх психофізичну, недуховну природу, то відносно Ісуса Христа вони означають дифізію (двоприродність) Його як Боголюдини (через яку Він плакав, жадав пити, але і насищав малою кількістю хлібів багато тисяч людей; стомлювався, тужив, страждав, але і зціляв хворих і одержимих злими духами; помер на хресті, але і воскрес із гробу), але не виражають Його вічного Божественного буття й іпостасних властивостей.

### Видима та невидима сторона Таїнства Євхаристії
До видимої сторони Євхаристії відноситься:
1. речовина, що використовується для Таїнства — хліб і вино,
2. священнодійство, під час якого звершується Таїнство і
3. звершувальні слова і дії Таїнства, тобто ті слова і дії, за яких звершується саме перетворення хліба і вина у Тіло і Кров Христову.

Як при встановленні Євхаристії речовиною для неї були хліб і вино, так і тепер для звершення Таїнства Євхаристії необхідною речовиною для неї служать хліб і вино.

###### Хліб і вино для Таїнства
Хліб, уживаний для Таїнства Євхаристії, повинен бути пшеничним, бо такий хліб вживався юдеями у дні Ісуса Христа і саме такий вживала церква завжди для цього Таїнства, найкращий за речовиною, з якої виготовляється і чистий за способом приготовлення — цього вимагає велич і святість Таїнства. Нарешті, євхаристичний хліб має бути квасним (виготовленим на дріжджах, закислий), і не опрісночний. Тривалий час у церкві не виникало суперечок, чи непорозумінь про те, яким повинен бути євхаристичний хліб: скрізь у церкві на сході і заході використовували для Євхаристії хліб квасний — виняток становили лише евіонеї (ІІ ст.) і вірмени (VII ст.) — що вживали для таїнства опрісночний хліб, за прикладом яких пішла і західна церква згодом (X—XI ст.). Необхідно відзначити, що для такої практики немає зовсім достатніх підстав та й історична правда рішуче суперечить цій практиці, подаючи усі докази на користь вживання саме квасного хліба, що ясне з наступного:
1. Ісус Христос встановив таїнство Євхаристії «раніше свята юдейської Пасхи» як про це ясно говорить св. Іоан (Ів. 13:1), так як у ніч після цього Його було взято воїнами і на ранок наступного дня засуджено, віддане на смерть, розіп'ято і навіть знято з Хреста, — коли юдеї тільки-но готувалися ще до святкування Пасхи; як про це можна судити із зауваження св. Іоана, про те, що, привівши Ісуса Христа до Пілата після суду над Ним у синедріоні, юдеї не увійшли до преторії, щоб не осквернитися, але щоб їсти Пасху (Ів. 18:28). Отже, до того часу юдеї ще не куштували пасхального агнця, відтак не вживали й опрісноків, оскільки закон передписував вживання опрісноків тільки з вечора Пасхи. Отже, Христос установив Таїнство Євхаристії до святкування юдеями свята Пасхи, тобто до вживання опрісноків, що дає підстави зробити висновок, що, встановлюючи Таїнство Євхаристії, Він узяв хліб, який звичайно використовувався в юдеїв у дні пасхальні, тобто хліб квасний, а не опріснечний. Щоправда, раніше встановлення Таїнства Євхаристії Христос учинив старозавітну Пасху за звичаями і законами юдейськими, що передбачає і використання агнця й опрісноків. Але якщо визнати, що при вчиненні старозавітної Пасхи Ним було використано опрісноки, то звідси ще не виходить, з необхідністю, що й Таїнство Нового Завіту, тобто Євхаристію Христос установив на опрісноках, що мали у Старому Завіті обрядове значення. Навпаки, можна міркувати, що, звершивши старозавітну Пасху на опрісноках, Таїнство Нового Завіту Господь установив на новій речовині, на хлібові кваснім, деяке підтвердження цього можна бачити у тому, що євангелісти й ап. Павло хліб, використаний Ісусом Христом при встановленні Євхаристії називають словом «артос» (від «еро» — піднімаючи) — звідси «артос» хліб, що піднявся, розчинившись, на відміну від «азімос» — опрісночний, безквасний.
2. На квасному хлібові було звершено Євхаристію і в дні Апостолів. Це видно з того, що євхаристичний хліб скрізь у книзі Діянь називається артосом, а не опрісноком (Дії. 2: 42 — 46; і 20: 7 — також 1 Кор. 10: 16), а також з того, що в Євхаристії брали участь тоді і всі новонавернені до Христа юдеї, і юдеї, яким закон передписував споживати опрісноки тільки сім днів на рік і більше ніколи, не погодилися б приймати Таїнство на опрісноках «по всі дні», поки апосталами не було вирішено, як ставитись християнам до обрядового закону Мойсеєвого. Крім того, у книзі Діянь розповідається, що ап. Павло з учнями після днів опрісночних відплив і через п'ять днів прибув до Троади, де й пробув сім днів. В перший день тижня усі зібрались для переломлення хліба, тобто звершення Євхаристії (Дії. 20: 6 — 7). Звідси ясно, що Євхаристія була звершена у Троаді через декілька днів після закінчення днів опрісночних, тобто тоді, коли вже зовсім не було у вжитку опрісноків, отже ж, була здійснена не на опрісночному хлібові, а на звичайному, квасному, що вживався повсякденно.
3. На квасному хлібові в Церкві Христовій було звершено Євхаристію і в післяапостольський час. Це видно з того, що хліб для звершення Євхаристії брався з приношень народу, який, звичайно, приносив звичайний, квасний, загальновживаний хліб, бо цей хліб призначався, окрім іншого, для вечерей любові, агап, і для підмоги бідним.

Іншою речовиною — для Таїнства Євхаристії має бути виноградне вино. На виноградному вині звершив Таїнство Євхаристії Сам Спаситель. Подавши учням Своїм чашу із словами: «Пийте з неї всі: це є Кров Моя Нового Завіту», Він безпосередньо додав: «кажу ж вам, що не буду пити віднині від цього плоду виноградного до днів тих, коли питиму з вами нове у Царстві Отця Мого» (Мф. 26: 27 — 29).
Через те, що в Палестині вживалось звичайне червоне виноградне вино, (Бут. 49: 11; Втор. 32: 14) і на такому, звичайно, вині звершив Таїнство Євхаристії і Христос Спаситель, то й Церква здавна використовує для Євхаристії червоне виноградне вино, тим більше, що воно самим виглядом своїм зображає для чуттєвих очей Кров Христову. Вино виноградне повинно бути цільним, чистим, не змішаним з якоюсь іншою рідиною — цього вимагає святість і велич таїнства. Але при звершенні таїнства таке цільне вино розчиняється водою, тому що і Христос, за свідченням Передання згідно із східним звичаєм використав на таємній вечері вино, розчинене водою; крім того, з'єднання вина з водою має ще й особливе значення, нагадуючи, що під час хресних страждань Господа з проколеного ребра Його «вийшла кров і вода» (Ів. 19:34). Надаючи таке значення цій дії (з'єднанню вина з водою) Церква ще у давнину засудила як тих, єретиків, які зовсім не вживали у євхаристії вина, а тільки одну воду (анкратити й маніхеї), та так і тих, котрі вживали для таїнства одне вино, без сполучення його з водою (вірмени).

###### Літургія
Священнодійство, під час якого звершується Таїнство Євхаристії і без якого воно не може звершуватися є Літургія.
У Літургії, як відомо, розрізняються три частини:
1. проскомидія чи приношення, коли готується речовина для Таїнства, названа так за звичаєм давніх християн приносити хліб і вино для Євхаристії;
2. «Літургія оголошених», під час якої готуються до Таїнства християни і на якій дозволялось бути присутнім оголошеним, тобто тим, хто готувався до вступу в число членів Церкви;
3. Літургія вірних, під час якої і відбувається саме звершення Таїнства.

У Літургії вірних зокрема треба звернути особливу увагу на наступні моменти: читання священнослужителями молитви, в якій, після вознесення хвали і подяки Богові за всі Його незліченні благодіяння, з явлені у творінні, промислові й особливо в посланні до нас Сина — Спасителя світу, виголошуються слова, сказані Спасителем при встановленні Таїнства: «Прийміть, споживайте; це є Тіло Моє…, пийте з неї всі, це є Кров Моя Нового Завіту…» В таких словах виражається воля Спасителя щодо перетворення хліба і вина в Його Тіло і Кров і за Його всемогутнім повелінням, говорить св. Іоан Дамаскін, так буває і буде, тобто звершуватиметеся перетворення хліба і вина, до того часу, коли прийде, бо так сказано, аж поки не прийде.
Разом з цим ці слова складають «спасенну заповідь» на основі якої:
1. згадуючи цю спасенну заповідь священнослужителі насмілюються і без якої ніколи не одважилися б братися за священнодійство такого великого і страшного Таїнства;
2. читання молитви, в якій священнослужитель, на основі заповіді Спасителя, звертається від імені всіх віруючих, до Бога Отця за послання Духа Свого Святого на нас і на перетворені дари ці;
3. триразове благословіння Святих Дарів священнослужителем зі словами: «і вчинив хліб цей — чесне Тіло Христа Твого» (благословляє хліб) «а що з чаші цій чесну кров Христа Твого» (благословляє чашу) «перетворивши Духом Твоїм Святим» (благословляє). Амінь, амінь, амінь.

Таким чином освячення Святих Дарів починається Євхаристійною молитвою, триває прикликанням Святого Духа і закінчується благословенням Дарів, коли звершено благословення, той, хто священнодіє, земним поклоном засвідчується благоговіння вже до Тіла і Крові Христової. Так, православно-католицька Церква вірує, що перетворення Тіла і Крові Христових на Божественній Літургії відбувається через сходження й дію Святого Духа через призивання архієрейське чи ієрейське у благальних словах до Бога Отця: «бо Він учинив хліб цей чесним Тілом Христа Твого, а що в чаші цій чесною Кров'ю Христа Твого, перетворивши Духом Твоїм Святим». Так завжди вірувала Церква Христова. Про це свідчать її давні Літургії, як от Літургія Якова, брата Господнього, Літургія, викладена в Постановах Апостольських, Літургія св. Василія Великого. У всіх цих Літургіях є подячна молитва, слова установлення Таїнства, призивання Святого Духа на принесені дари для їхнього освячення і перетворення.

##### Невидима сторона Таїнства
Що ж стосується невидимої сторони Таїнства Євхаристії, то вона полягає у тому, що в той час, коли священнослужитель, що звершує по заповіді Спасителя, Таїнства Євхаристії, призиваючи Святого Духа на принесені дари, благословляє їх з молитвою до Бога Отця: «І вчинив хліб цей чесним Тілом Христа Твого, а що в чаші цій чесною Кров'ю Христа Твого, перетворивши Духом Твоїм Святим», хліб і вино справді перетворюються в Тіло і Кров Христові. В Посланні східних Патріархів це виражається у таких словах: віруємо, що після освячення хліба і вина, хліб перетворюється, переосутнюється, «прелагается» (слов'янською), перемінюється в саме істинне Тіло Господа, яке народилось у Вифлеємі від Вічнодіви, хрестилось в Йордані, постраждало, було похованим, воскресло, вознеслось, сидить праворуч Бога Отця, має з'явитися на хмарах небесних: а вино перетворюється й преосутнюється в саму істинну Кров Господа, яка під час страждання його на хресті вилилась за життя світу. Тому, хоч і після освячення Святих дарів вони для наших зовнішніх почуттів залишаються тими ж, і ми бачимо, як і раніше, хліб і вино, але в дійсності, невидиме для чуттєвих очей, хліб істинно, дійсно і сутнісно стає самим істинним Тілом Господа, а вино самою Кров'ю Господньою.
Утверджуючи істину переосутнення хліба й вина в Тіло і Кров Господні, східні патріархи попереджують, що словом — «переосутнення» — («преосуществленіе») не пояснюється спосіб чи образ, яким хліб і вино перетворюються в Тіло і Кров Господню, бо цього збагнути не можна нікому, крім Самого Бога, і всі зусилля бажаючих осягти це можуть бути лише наслідком безуму й нечестя. Але показується лише те, що хліб і вино, після освячення, перетворюються в Тіло і Кров Господню не образно, не символічно, але багатством і повнотою благодаті, не тимчасово і дочасно сходить Божественність Слова і передається хлібу та вину, не частково присутні Тіло і Кров Христа у хлібі та вині, не випадкова подібність виникає між хлібом, вином та Тілом і Кров'ю Христовими (тут йдеться про відношення між сутністю та акциденціями — прим. перекладача), також і хліб і вино не змішуються з Тілом і Кров'ю Господніми, але істинно, дійсно, і сутнісно хліб буває самим істинним Тілом Господнім, а вино самою Кров'ю Господнею.
Вказуючи на неможливість людини осягнути таємницю перетворення хліба й вина у Тіло і Кров Господні, Церква, однак, ніколи не сумнівалась у самому факті переосутнення святих дарів і з рішучістю стверджувала, що в Таїнстві Євхаристії дійсно присутні істинне Тіло й істинна Кров Христові, що хліб і вино не суть тільки знаки й символи, що нагадують віруючим про викуплення і Ісус Христос присутній в Євхаристії не динамічно, тобто тільки Своєю силою й дією, а реально й дійсно, так що після освячення Святих Дарів віруючим подається вже не хліб і вино, а істинне Тіло й істинна Кров Господня.
Вченням Православної Церкви таким чином цілковито заперечується лютеранське уявлення про те, що Христос у Таїнстві Євхарястії нібито тільки проникає хліб і вино, що залишаються й в цілості і тільки співперебувають з нами, в них і під ними Своїм Тілом і Кров'ю, також уявлення, що не визнає перетворення євхаристичних дарів в Тіло і Кров Христові зовсім чуже ученню вселенської Церкви про суть Таїнства Євхаристії.
Свята Церква з найдавніших часів вчила про те, що у Євхаристії ми куштуємо те саме Тіло і Кров, з якими страждав і помер Христос.
- Так, св. Ігнатій, викриваючи докетів, говорить про тотожність євхаристичної плоті з плоттю, яку Христос мав на землі, якою постраждав і яку воскресив Отець.
- Св. Іустин Мученик пише: «Ми приймаємо Євхаристію не як простий хліб і не як просте пиття, але ми навчені, що через слово молитви їжа ця є Кров і Плоть Ісуса, Який воплотився».
- Св. Іриней Ліонський вчить: «Розчинена чаша і приготовлений хліб приймає Слово Боже і Євхаристія і робиться Тілом Христовим»[21]. Перетворення євхаристичних дарів в істинне Тіло і Кров Христову, на думку св. отця, походить від того, що хліб і вино сприймають у собі Іпостасне Слово Боже.
- Далі необхідно вказати, що найдавніші літургії схожі між собою за своїм змістом, всі однаково містять як і нині використовувані чини літургій св. Василля Великого й Іоанна Золотоустого, молитви за призивання Святого Духа для освячення дарів і сповідування, що дією чи сходженням Святого Духа хліб і вино перетворються в Тіло і Кров Христові.
- З Вселенських Соборів необхідно вказати на сповідування отців 1-го Вселенського Собору, які учили: «На Божественній трапезі ми не повинні просто бачити приготовані хліб і чащу, але підносячись розумом, повинні вірою розуміти, що на священній трапезі лежить Агнець Божий, що узяв гріхи наші (світу), і приноситься священиками в жертву, й істинно приймаючи чесне Тіло і Кров Його, повинні вірувати, що це знамення нашого воскресіння».
- Отці 3-го Вселенського Собору схвалили послання св. Кирила Олександрійського, в якому говориться: «Ми звершуємо у церквах безкровну жертву й освячуємось, причащаючись святої Плоті і чесної Крові Христа, Спасителя усіх нас».
- Отці 7-го Вселенського Собору свідчили «Ніколи ніхто з труб Духа, тобто св. апостолів і преславних отців наших не називав безкровної жертви образом зішестя Плоті Христової але самим Тілом і самою Кров'ю Господньою»[22].

З наведених доказів ясно, що давня Вселенська Церква на євхаристичні види дивилась не як на символи тільки Тіла і Крові Христових, але як на дійсні Тіло і Кров Господа, утверджуючи таким чином перетворення хліба і вина в Тіло і Кров Христові.

#### Аргументація розуміння Євхаристії
На чому ж ґрунтується це вчення Церкви про сутність Таїнства Євхаристії, про дійсне переосутнення євхаристичних Дарів? Ясні й непохитні підстави це вчення має у Священному Писанні. Сюди відносяться насамперед слова обітниці Христа Спасителя про Таїнство Євхаристії: «Я є хліб життя, що зійшов з небес. Якщо хтось з'їсть від хліба цього, житиме повік, і хліб, якого Я дав, плоть моя є, яку Я дам за життя світу» (Ів. 6:51). Христос є хліб життя, той, хто споживає хліб цей, житиме вічно, хліб, який дає Христос, є плоть Його, яку Він віддає за життя світу, тобто Його Тіло — такий буквальний безпосередній сенс слів Христових.
Так саме, тобто в буквальному сенсі зрозуміли Слова Христа і Його слухачі — юдеї, яких слова ці так вразили, що вони почали сперечатися між собою: «Сперечалися між собою юдеї, кажучи, як може цей дати нам плоть Свою їсти» (Ів. 6:52). Ісус Христос не тільки не заперечив таке, тобто буквальне розуміння Своїх слів, не тільки не показав, що вони неправильно зрозуміли Його слова, як Він це робив в інших випадках (наприклад, у бесіді з юдеями про істинну свободу Ів. 9:32, чи в бесіді з Никодимом про повторне народження (Ів. 3:3-5), чи в бесіді про сон-смерть Лазаря (Ів. 11:11-14), чи в бесіді про закваску фаресейську і садукейську Мф. 16, 6-І2 та ін.), а ще з більшою ясністю, силою й виразністю продовжував Свою мову, запропонувавши вчення про споживання Крові і Плоті, у таких словах: «Амінь, амінь, кажу вам, якщо не будете їсти Плоті Сина Людського, не будете пити Крові його, життя не будете мати у Собі, хто їсть Мою Плоть і п'є Мою Кров, має життя вічне і Я воскрешу його в останній день» (Ів. 6:53-54).
Подальший виклад бесіди Господа показує, що й учні Господа також буквально зрозуміли слова Його і багато з них думку про споживання плоті і крові свого Вчителя здалась настільки незвичайною і неприйнятною, що вони, ремствуючи, казали: «запеклим є це слово, хто може Його послухатись» (Ів. 6:60).
І з тих пір багато з Його учнів відійшли від Нього і вже не ходили з Ним. Однак і на цей раз Христос не став переконувати учнів, що відійшли від Нього і в тому, що вони неправильно зрозуміли слова його, а тільки до 12-ти, що залишились з Ним, Він звернувся з питанням: «Чи не хочете і ви відійти?» — на що ап. Петро відповів: «До кого нам іти? Ти маєш слова вічного життя» (Ів. 6:37).
Розуміння слів обітниці в якомусь невласному переносному сенсі є неможливим. Вираз «їсти плоть» у переносному сенсі означає: заподіювати іншому зло, завдавати жорстокої образи, злословити, зводити наклеп. (Ів. 19:22, Ів. 2:2, Мк. 3:3).
Отже, якщо слова обіцянки Спасителя про Євхаристію розуміти у переносному сенсі, то вони будуть мати такий зміст: хто їсть Мою плоть, тобто завдає Мені найбільшого зла, образу — має життя вічне і навпаки, не споживете плоті Сина Людського, тобто якщо не завдаватимете жорстоких образ, не будете злословити і обмовляти Його — життя не будете мати в собі.
Очевидна неузгодженість подібного сполучення думок, неминуча, якщо метафорично розуміти вирази.
Розповідь синоптиків про встановлення Таїнства Євхаристії також вимагає буквального розуміння слів Спасителя. Всі синоптики одностайно свідчать, що Господь Ісус Христос на Таємній вечері, взявши хліб, благословив, переламав і роздаючи Його учням, сказав: «Прийміть, споживаєте, це є Тіло Моє, що за вас ламається», і взявши чашу з вином і віддавши хвалу Богові, подав учням, кажучи: «Пийте з неї всі, це є Кров Моя Нового Завіту, що за багатьох проливається на відпущення гріхів». (Мф. 26: 26; Мф. 14: 22; Лк. 22: 19).
Відступати тут від буквального розуміння слів Спасителя, у яких Він з такою ясністю свідчить, що у вигляді хліба і вина у Таїнстві Євхаристії подаються Його істинне Тіло і Його істинна Кров, нема ані найменших підстав. Навпаки, розуміти їх у буквальному сенсі примушує:
- важливість самого моменту. Господь вимовив ці слова в останній час — в останні години перед Своїми стражданнями і смертю, коли Він, за зізнанням самих учнів, вже ні в чому не бесідував у притчах, а говорив прямо, без усякої неясності і неточності, слова, які б могли ввести в оману учнів і в подальшому усю Церкву;
- найменування поданої чаші з вином «кров'ю Нового Завіту» мимовільно наводило на думку і про момент утвердження Старого Заповіту, коли Мойсей, узявши кров і окропивши нею народ, говорив: «це є кров, нового завіту, якого заповідав і вам Бог» (Вих. 24: 8). Але Мойсей безсумнівно проливав тоді дійсну кров теляти, яка прообразувала викупну кров Агнця, заколеного за гріхи світу. Отже і Ісус Христос подав учням у чаші заповіту істинну, дійсну Кров Свою, заслуговує уваги і сам образ виразу, а точніше конструкції мови, яка є у грецькому тексті: іменники «артос» — хліб та «інос» — вино — по-грецьки чоловічого роду, а «туто» — це — середнього роду. Звідки очевидно, що слово «туто — це» відноситься не до хліба й вина, тоді воно стояло б у чол. роді, а до слів «сома» — Тіло, і «ема» — Кров, які грецькою також середнього роду. «Туто» вказує на те, що тримав Ісус Христос у руках Своїх і подавав учням, Ісус Христос немовби говорив: це, що Я вам даю, Тіло Моє, інакше: прийміть, споживайте ось це (хліб), є Тіло Моє. Звідси і зв'язка є і в наведених словах її треба розуміти не у значенні означає або знаменує, а в своєму прямому значенні, бо весь вираз показує, що Спаситель у вигляді хліба й вина подав учням істинне Тіло Своє й істинну кров Свою. Таке, тобто строге буквальне розуміння слів, про встановлення Таїнства вимагається в наступному, про те, що має видимість хліба, Спаситель сказав Своїм учням, що «воно за вас дається», а про те, що має видимість вина, сказав: що за багатьох проливається на відпущення гріхів", а дається і проливається є не що інше, як розп'яте на хресті пречисте Тіло Його і пролита на хресті Кров Його.

Згідно з Євангелистами розповідає про встановлення Євхаристії св. Ап. Павло. Він майже дослівно наводить слова встановлення Євхаристії і ці слова буквально. Це видно з того, що застерігаючи коринфських християн від недостойного приступання до Євхаристії, апостол каже: «Нехай же випробовує себе людина, і так нехай їсть від хліба цього і п'є від чаші цієї. Бо хто їсть і п'є недостойно, той їсть і п'є на осудження собі, не думаючи про Тіло Господне» (1 Кор. 11: 28 — 29).
На думку Апостола той, хто споживає Євхаристію як звичайну їжу, причащається недостойно, тому апостол наполегливо спонукає християн: «Нехай же випробовує себе людина, і так нехай їсть від хліба цього і п'є від чаші цієї» (1 Кор. 11: 28 — 29).
Для Апостола, таким чином, безсумнівно, що Євхаристичний хліб і вино суть дійсне Тіло і Кров Господня, або інакше, у вигляді хліба і вина причасник споживає істинне Тіло й істинну Кров Господа.

### Природа святого Тіла Христового у Святому Причасті
Згідно православного вчення вірні причащаються не мертвого Тіла Ісуса, що лежав у гробі але нового, перетвореного, воскреслого, прославленого Тіла. Вірні причащаються Тіла і Крові, що перейшли в нову — прославлену — категорію буття. — духоносного Тіла Христового яке «не дематеріалізувалося, але повністю оживотворено енергіями Духа» (Олів'є Клеман).[джерело?]
Згадування у богослужінні та молитвах «безсмертних і животворчих» Таїн стосовно Причастя вказує на те, що неможливо зашкодити Христу, споживаючи чи якось інакше взаємодіючи зі Святими Дарами, як неможливо тепер, після Його Воскресіння зашкодити Його тілу чи душі, людській природі, бо вона «зодяглася у нетління»; тому і не можна порівнювати споживання Святих Дарів з канібалізмом.
«Що ж це за засіб [що веде до вічного життя]? Не що інше, як це славне Тіло, що явило себе сильнішим, ніж смерть, і стало для нас джерелом життя. Як мала кількість закваски змішується з усім тістом, так і звершене Богом бути безсмертним Тіло, увійшовши в наше тіло, змінює його і цілісно та повно перетворює у Свою власну Сутність [людську]» (св. Григорій Ніський).[джерело?]
Писання ще каже: «Ось Я стою під дверима і стукаю. Якщо хто почує Мій голос і відчинить двері, то Я ввійду до нього і буду вечеряти з ним, і він зі Мною» (Одкровення 3:20). Порядок важливий: не людина перша робить Тіло і Кров Христові своїми, але Христос «входить» до людини і вечеряє з нею. Тіло і Кров Христові «діють» розумно (не будучи якось самостійно відділеними від Самого Христа як Він Сам каже: «Гляньте на Мої руки, на Мої ноги! Це ж Я Сам! Доторкніться до Мене — подивіться, що дух тіла й костей не має, а Я, як бачите, їх маю!» (Луки 24: 39)), згідно Його волі: достойних освячують і обожують, а недостойних судять. Тому і можливо причаститися на спасіння, а можливо причаститися і на осудження. Можна міркувати, що це залежить від того, як людина готова вечеряти з Самим Христом. Так і поза людиною Святі Дари «діють» так, як того бажає Сам Христос.[джерело?]

## Богослужбове та сотеріологічне значення Таїнства Євхаристії

### Літургійне значення Святого Таїнства Євхаристії
Поняття «таїнство» в східній традиції формувалося виходячи з цілісного уявлення про Таїнства Церкви. Воно не було зредуковане спекулятивним мисленням, а Таїнства не сприймалися самі по собі і не були виведені з таємниці нашого спасіння, яка полягала в Христі. Тому Таїнствам спочатку було додано еклезіологічне вимірювання. Воно служило свого роду базисом, на якому будувалося все вчення про Таїнства і з якого відкривалися суть і зміст цього вчення. Коли ж на Заході з'явилася інша, схоластична богословська надбудова, «замість того, щоб „сприйняти“ сенс Таїнств з літургійної традиції, богослови створили свої власні визначення Таїнств і потім в світлі цих визначень почали інтерпретувати церковне богослужіння, „втискуючи“ його, як виражається прот. А. Шмеман, — в рамки свого власного апріорного підходу». В результаті відбулася «крайня індивідуалізація Таїнств». Більшість з них почала розглядатися «як індивідуальні акти, що здійснюються над індивідуальними членами Церкві». Тому не дивно, що в наше століття такі акти все частіше починають носити такий же споживчий характер. Людина, охоча задовольнити свої релігійні потреби, «замовляє» те або інше Таїнство, а священик, що його здійснює, стає «виконавцем» цього замовлення. В результаті Таїнства перетворюються на «треби».
Щоб уникнути такого відособлення Таїнств, необхідно перш за все змінити підхід до самого поняття «таїнство». Справа не тільки і не стільки в тому, скільки Таїнств існує в Церкві. В усякому разі, не догматизуючи седмиричне число таїнств, православна сакраментологія всі сучасні Таїнства визнає. Проблема полягає в іншому: у тому, щоб головну увагу звернути на суть Таїнства і на його зв'язок з таємницею Спасіння і не розглядати його лише як інструментальну причину освячення. Істотну допомогу в цьому може надати багата літургійна спадщина Православної Церкви, яка, на відміну від схоластичної сакраментології, зберегла вірність традиційному еклезіологічному розумінню Таїнства.

## Канонічні правила

### Православна Церква

#### Правила Православної Церкви про Причастя
- «Усіх вірних, що входять до церкви і писання слухають, але не перебувають на молитві і Святому Причасті до кінця, відлучати належить від спілкування церковного як таких, хто безчинство робить в церкві» (9 Апостольське правило). За поясненням найбільшого тлумача канонів патріарха Феодора Вальсамона «визначення цього правила досить строге. Бо відлучає тих хто приходить у церкву, але не залишаються до кінця і не причащаються.
- Й інші правила (80 правило VI Вселенського Собору, і 11 правило Сардикійського Собору) подібним чином визначають, щоб всі були готові і гідні причащання, і піддають відлученню тих — хто не причащаються в три недільних дня».[24] Також необхідно враховувати, що Літургія вірних в принципі не передбачає присутності в храмі тих хто лише моляться, але не причащаються. Також сама назва «Євхаристіос» в перекладі з грецького означає «спільна справа» тобто Причастя — це не приватна, індивідуальне Таїнство, а Свята Трапеза всієї церковної громади.
- Категорично не можна допускати до Причастя людини, яка не кається або не належним чином кається в своїх гріхах. Про це говорить безліч канонічних правил, наприклад, 87-е правило Трульського (VI Вселенського) собору, 2-е — Антіохійського собору і ін.
- Також не допускаються до Причастя нехрещені або неправославні християни (95-е правило Трульського собору, 7-е правило Лаодикійського собору) і ті, кому це заборонено духівником, тобто призначена єпитимія, якщо тільки цій людині не загрожує смертельна небезпека (13-е правило I Вселенського собору).
- Священик не має права відлучати мирянина від Церкви і забороняти приступати до Причастя на тривалий термін без дозволу правлячого архієрея.

#### Кількість причащання
Причащатися слід не частіше, ніж один раз на добу, і не рідше одного разу на три тижні. На Світлій седмиці рекомендується причащатися щодня.

#### Перепони
«Перешкодою для причастя є смертні гріхи, за які, за церковними правилами, передбачається накладення певної покути. Якщо говорити про приписах церковної дисципліни, то єдиним канонічним правилом в Православної Церкви є вимога того, що причащатися потрібно натщесерце (це не означає — не брати з 12 години ночі ліків або навіть, в особливих випадках, якоїсь їжі в якості ліків, на це теж потрібно звернути увагу). У церковних правилах нічого не говориться про три дні посту, про спеціальні канони і молитвослів'я і про все те, що традиційно прийнято в якості підготовки до Причастя — це все речі, які склалися в Церкві дуже пізно, і які з цієї причини цілком можна назвати „модернізмом“. Єдиною справжньою підготовкою до Причастя є християнське життя. Якщо воно є, якщо людина прагне до Христа і не живе в смертних гріхах, священик не має ніякого права не допускати її до Причастя. Але оскільки це ніде не прописано і ніяк не визначено, а в будь-якому молитовнику, який видавався з радянських часів, друкуються вказівки пізньої синодальної практики про три дні посту, читанні канонів з акафістом і т. ін., то саме ця остання сприймається як непорушне правило Церкви» — Ігумен Петр (Мещерінов).

## Коронавірус
У зв'язку з пандемією коронавірусу православні Церкви видали рішення що стосуються Євхаристії. Всі церкви заявили, що Євхаристія не може передавати коронавірус, хоча деякі з них були більш стриманіші в цих судженнях і заявляли про це не прямо.
- Православна Церква України: «Церква незмінно зберігає особливе ставлення до Євхаристії, Причастя Тіла і Крові Христових, як до Таїнства, що подається „на зцілення душі і тіла“, а не як до споживання їжі (1 Коринфянам 11:20-30)»[26].
- Вселенський патріарх Варфоломій I на початку серпня 2020 заявив, що Православна Церква не бажає вести переговори з питання про зміну способу причащання вірян Святим Тілом і Кров’ю Христа. У Галатасі на проповіді він сказав: «Немає небезпеки заразитися коронавірусом при прийнятті Святого Причастя». Він також нагадав, що Вселенський патріархат не змінив способу принесення Святого Причастя для вірян.[27] «Вітаю вас за те, що ви прийшли прийняти Святе Причастя, найважливіше Таїнство. Ви вже знаєте, що останнім часом ведуться суперечки щодо Святого Причастя. Ми твердо віримо, що немає небезпеки заразитися коронавірусом при отриманні Тіла і Крови Господа. Тому ми, Вселенський патріархат, не змінили спосіб принесення святого Причастя», — сказав Вселенський патріарх звертаючись до вірян у церкві святого Пантелеймона. Вселенський надіслав іншим главам православних церков листа, у якому він попросив висловити свою позицію, щодо питання Святого Причастя. Крім того, він сказав, що не думає, що є якісь причини для змін.[27]

- Священний Синод Польської Православної Церкви «чітко заявляє, що Євхаристія — це джерело життя, здоров'я душі і тіла, проти якого ніяка хвороба не має сили. Божественна Євхаристія — це божественний вогонь, який спалює все зло».[28]
- Синод Елладської Православної Церкви заявив, що Святе Причастя ніколи не може стати причиною передачі хвороби, оскільки отримання Святого Причастя, навіть у розпал пандемії, «є проявом любові, яка перемагає все, в тому числі страх». Разом з тим Священний Синод «не засуджує тих, хто боїться брати участь в Святому Причасті, але чітко заявляє про свою віру і закликає учасників громадських дебатів поважати цю віру і вільний вибір народу продовжувати брати участь в Тайнах Церкви».[29]
- Православна Церква Кіпру: «Блюзнірство навіть думати, що Святе Причастя може передати будь-яку хворобу». «Що стосується принесення Святого Причастя, то положення Церкви відомо. Святе Причастя не символізує, але це Тіло і Кров Христа. Було б богохульним думати, що Тіло і Кров Христа можуть передавати будь-яку хворобу чи вірус. Спираючись на багатовіковий досвід християнства, немає жодних доказів такої передачі. Священики, які служили в лікарнях з інфекційними хворобами та вносили святе Причастя тим пацієнтам, врешті-решт отримали решту самого Божого Причастя, використовуючи ту ж ложку. Жоден священик не був заражений у цих випадках. Людина відвідує таїнство Святого Причастя з вірою, яка захищає від будь-якої небезпеки. Участь добровільна. Ніхто не змушений. Якщо деякі відчувають, що хочуть утриматися від таїнства в цей час, вони можуть це зробити», — сказали еладські ієрархи.[30]
- У РПЦ запропонували дезінфікувати кожну ложку після причастя або використовувати одноразові ложки.[31]
- Синод УПЦ МП 18 березня 2020 року постановив використовувати одноразовий посуд для запивки після причастя, але без дезінфекції лжиць та без використання одноразових ложок. Також нічого не згадано про заборону цілувати чашу після причастя.[32]
- 1 грудня 2020 року Священний Синод Кіпрської православної Церкви наголосив, що його позиція стабільна і чітка, щодо коронавірусу та його передачі через Святе Причастя. Тіло і кров Ісуса Христа не передають жодної хвороби. Це підтверджується довгим досвідом і практикою Церкви. «Причастя надалі даватимуть у тому ж традиційному вигляді, що і сьогодні, з дотриманням усіх положень органів охорони здоров’я щодо відстані та особистих запобіжних заходів».[33]

## Патрон
- Португалія: Алкобаса[що?]